# Fara v Dubenci
Fara v Dubenci je barokní fara v obci Dubenec v okrese Trutnov. Pod památkovou ochranou je od 3. května 1958.

## Historie
Počátky budovy fary se datují do 2. poloviny 18. století. K roku 1756 je zaznamenáno položení základního kamene stavby, který se zachoval dodnes.
Prameny vztahující se k dubenecké faře se poté objevují až o něco přes 100 let později v 19. století, kdy se z ní nakrátko stalo sídlo rakouské armády během prusko-rakouské války v roce 1866. Ještě v roce 1898 byla na pozemku dostavěna stodola.
Roku 1998 byla budova propůjčena Biskupskému gymnáziu v Hradci Králové, přičemž zde pobývali i studenti, ovšem po krátké době byl tento projekt zrušen a fara tak začala chátrat. K roku 2007 však firma Paclík s.r.o. odkoupila farní budovu společně s dalšími objekty. Později v roce 2012 proběhla zásadní rekonstrukce, po níž se budova následně proměnila na penzion.